# Citroën Osée
La Citroën Osée est un concept-car Citroën présenté en 2001.

## Présentation
La Osée était un coupé carrossé par Pininfarina et reprenant la mécanique de la Citroën C5. Elle est présentée au salon de Genève en 2001.